# Ganga de Lichtenstein
La ganga de Lichtenstein (Pterocles lichtensteinii) és una espècie d'ocell de la família dels pteròclids (Pteroclididae) que habita zones àrides d'Àfrica septentrional i oriental i Àsia occidental, des del sud del Marroc, Sàhara Occidental i Mauritània, cap a l'est, a través de Mali, Níger, el Txad, el Sudan i sud-est d'Egipte fins a Etiòpia, Eritrea, Djibouti i Somàlia, i des d'aquí cap al sud, fins a Uganda i centre de Kenya. Illa de Socotra. Sud d'Aràbia, l'Iran, Afganistan i Pakistan.